# Mutuelles congolaises d'épargne et de crédit
Les Mutuelles congolaises d’épargne et de crédit (MUCODEC) constituent un réseau de micro-finance en République du Congo.

## Historique
Les MUCODEC ont été créées en 1984 sous forme de projet de l’État congolais avec l’ouverture de la première Caisse Rurale Coopérative d’Epargne et de Crédit (COOPEC) à Madingou. En 1987, l’organisation prend le nom de Mutuelle Congolaise d’Epargne et de Crédit (MUCODEC). Impulsé par la Coopération Française, la volonté du gouvernement congolais et du Centre International du Crédit mutuel (CICM) comme partenaire technique, les MUCODEC ont pris la forme d’établissements de crédit mutualistes dès 1989. 
Les Mutuelles Congolaises d’Épargne et de Crédit sont depuis 1990 admis à la Chambre des compensations à la Banque des États de l'Afrique centrale (BEAC) avec une domiciliation de compte qui s’inscrit dans la convention régissant les établissements de crédit.
Le 10 décembre 1993, une Fédération des MUCODEC a été créée. Il s’agit d’une association régie par la loi du 1er juillet 1901. Parallèlement, la Caisse Mutuelle Centrale a cessé d’être supervisée par la « Structure de Développement » pour être placée sous la tutelle de la Fédération des MUCODEC, sous la tutelle du Ministère des Finances.
Les MUCODEC encouragent la bancarisation des populations et plus particulièrement des populations exclues du système bancaire classique. Les MUCODEC s’inscrivent aussi dans le paysage économique congolais grâce à la domiciliation des salaires des fonctionnaires et les pensions des retraités.
Les MUCODEC ont construit plusieurs Caisses locales et points de vente sur le territoire congolais. Leur patrimoine immobilier est géré par la SCI MUCODEC, créée en 2010.

## Mutualisme
Les MUCODEC forment un réseau mutualiste fondé sur le principe : 1 homme = 1 voix. Au cours d’Assemblées Générales annuelles, une collaboration étroite est établie entre les administrateurs élus et les salariés, contribuant ainsi à l’amélioration des services aux sociétaires. Ainsi, chaque sociétaire est à la fois copropriétaire et client de sa Caisse Locale MUCODEC. 
Les actions se font à deux niveaux: 
- Local : 53 Caisses Locales (CLM) et Points de Vente (PV)
- National : une Fédération (organe de stratégie et de contrôle, elle fédère l’ensemble des caisses locales), et une Caisse Fédérale (organe financier, il joue le rôle d’intermédiaire financier entre les caisses locales et les banques).

## Produits et services
Les MUCODEC font entrer les principes de l’épargne et du crédit dans la vie de la population congolaise :
- L’épargne : donne l’accès au crédit, sécurise les fonds,
- Les crédits : permet de disposer de l’argent liquide, de financer des projets (habitat, commerce, agriculture, artisanat, équipement),
- La monétique : la carte BISO, qui remplace le livret, est une carte bancaire qui permet de faire les opérations en agence, les retraits dans les guichets automatiques, et aussi les paiements dans les différents commerce à Brazzaville et Pointe-Noire.

## Radio
La Radio MUCODEC (100.3 FM) a été lancée en février 2010 à Brazzaville et mai 2011 à Pointe-Noire.  
Elle s’articule autour de l’actualité des Caisses Locales MUCODEC, des témoignages et interviews des sociétaires et la présentation des produits MUCODEC. La radio propose trois animations d’antenne quotidienne et des thématiques : santé, sport, emploi, environnement, culture, femmes et enfants, NTIC. 
Pour créer cette radio, la Fédération des MUCODEC a fait appel aux compétences de l’association française Radio Sans Frontière (RadioSansFrontière.org). Cette association, qui œuvre dans la création des radios et à la formation des équipes, a aidé à l’installation technique de cette radio.